# Bovine Somatotropin
Bovine Somatotropin eller rBST, Recombinant Bovine Somatotropin, är ett syntetiskt tillväxthormon som injiceras i mjölkkor för att åstadkomma en högre mjölkproduktion per djur. Denna typ av tillväxthormon tillverkas bland annat av Monsanto.